# Marcia Bartusiak
Marcia F. Bartusiak, née le 30 janvier 1950 à Chester, est une journaliste scientifique, essayiste et professeure américaine, spécialisée dans la vulgarisation de l'astronomie et de la physique.

## Biographie
Titulaire d’un diplôme en journalisme de la Kent State University et d’un master en physique obtenu à l’Old Dominion University, elle a écrit plusieurs ouvrages destinés au grand public sur les avancées de la cosmologie et de l’astrophysique.

## Travaux et publications
Elle est l’autrice de sept ouvrages, dont Black Hole (2015), Dispatches from Planet 3 (2018), et The Day We Found the Universe (2009), ce dernier ayant remporté le prix Davis du meilleur livre de vulgarisation scientifique en 2010. Certains de ses livres ont été sélectionnés comme « notable books » par le The New York Times.
En 1971, elle commence sa carrière en tant que première femme journaliste à WVEC-TV. Après avoir travaillé pour plusieurs publications scientifiques, elle rejoint en 2003 le MIT comme professeure au sein du programme de rédaction scientifique (Graduate Program in Science Writing), où elle enseignera jusqu’à sa retraite en 2019.

## Distinctions
En 2008, l’Association américaine pour l'avancement des sciences, salue « exceptionally clear communication of the rich history, the intricate nature, and the modern practice of astronomy to the public at large  (« une communication exceptionnellement claire de la riche histoire, de la nature complexe et de la pratique moderne de l’astronomie auprès du grand public ») ».